# Гайдучик Микола Михайлович
Ми́кола Ми́хайлович Гайдучик (нар. 30 грудня 1999, Здолбунів, Рівненська область, Україна) — український футболіст, нападник рівненського «Вереса».

## Біографія
Вихованець спортивного класу Здолбунівської гімназії (тренер Ігор Пархомчук), БЛІСП-КДЮСШ (Березне) у футболці якого грав у 2016 рік. Потім захищав кольори «Вереса» у юнацьких чемпіонатах Рівненської області. У 2017 році у складі «Вереса» виступав у ДЮФЛУ. У сезоні 2017/18 років виступав за молодіжну команду «Вереса».
Навесні 2018 року перейшов до «Малинська», у футболці якого виступав у чемпіонаті Рівненської області та аматорському чемпіонаті України. У сезоні 2019 і 2020 років - найкращий бомбардир чемпіонату Рівненської області з футболу.. У 2020 році грав за ОДЕК у чемпіонаті Рівненської області та аматорському чемпіонаті України.
У січні 2021 року відправився на перегляд до «Вереса», за результатами якого підписав контракт з клубом. Дебютував у футболці рівненського клубу 3 березня 2021 року в програному (1:2) домашньому поєдинку 1/4 фіналу кубку України проти луганської «Зорі», вийшовши на поле на 83-ій хвилині замість Роберта Гегедоша. Перший м'яч за «Верес» провів 31 березня того ж року у домашній грі проти одеського «Чорноморця» (4:0). Загалом, у сезоні 2020/21 зіграв за «Верес» 13 матчів у Першій лізі.
В серпні 2021 року був відданий в оренду до першолігового «Ужгорода». Дебютував за клуб 18 серпня  в програному (0:1) домашньому поєдинку 1/64 кубку України проти тернопільської «Ниви». У чемпіонаті першу гру провів 22 серпня проти «ВПК—Агро» (1:3), в якому відзначився забитим голом. 
Після першого кола угоду про оренду клуби розірвали достроково. Уже на початку грудня 2021 року Микола Гайдучик відновив тренування з «Вересом». В рамках УПЛ дебютував 23 серпня наступного року у переможній для рівнян виїзній грі проти одеського «Чорноморця» (1:0). А перший м'яч в еліті українського футболу забив 18 жовтня 2022 року у ворота ФК «Львів» (3:2). 
18 травня у матчі 29 туру проти «Олександрії» (1:3) забив за «Верес» 12 гол в УПЛ і став кращим бомбардиром рівнян в історії за забити м'ячами в еліті українського футболу. 

## Статистика
| Сезон              | Команда            | Турнір             | І  | Г  |
| ------------------ | ------------------ | ------------------ | -- | -- |
| 2020-21            | «Верес»            | Перша ліга         | 13 | 1  |
| 2021-22            | «Ужгород»          | Перша ліга         | 16 | 5  |
| 2022-23            | «Верес»            | Прем'єр-ліга       | 29 | 3  |
| 2023-24            | «Верес»            | Прем'єр-ліга       | 28 | 6  |
| Загалом за «Верес» | Загалом за «Верес» | Загалом за «Верес» | 70 | 10 |

## Досягнення
- Переможець чемпіонату України у першій лізі: 2020/21
- Чемпіон Рівненської області (2): 2019, 2020
- Володар Кубка Рівненської області (2): 2019, 2020
- Найкращий бомбардир чемпіонату Рівненської області (2): 2019, 2020